# Yamato (Fukuoka)
Pour les articles homonymes, voir Yamato.
Yamato (大和町, Yamato-machi) est un ancien bourg situé dans le district de Yamato de la préfecture de Fukuoka au Japon.

## Géographie

### Démographie
En 2003, la population du bourg est estimée à 16 943 habitants pour une densité de 743,77 personnes par km². La superficie totale est de 22,78 km2.

## Histoire
Yamato est créé en tant que village en 1907 et promu au statut de bourg en 1952.
Le 21 mars 2005, Yamato, et le bourg de Mitsuhashi (également du district de Yamato), sont englobés dans la ville agrandie de Yanagawa.